# Associazione Sportiva Pizzighettone 2004-2005
Questa voce raccoglie le informazioni riguardanti  l'Associazione Sportiva Pizzighettone nelle competizioni ufficiali della stagione 2004-2005.

## Rosa
| N. |                   | Ruolo | Calciatore        |
| -- | ----------------- | ----- | ----------------- |
|    | Italia (bandiera) | P     | Michele Arcari    |
|    | Italia (bandiera) | C     | Elia Chianese     |
|    | Italia (bandiera) | D     | Umberto Colicchio |
|    | Italia (bandiera) | A     | Claudio Coralli   |
|    | Italia (bandiera) | C     | Matteo Deinete    |
|    | Italia (bandiera) | P     | Marco Dessena     |
|    | Italia (bandiera) | A     | Daniele Fermi     |
|    | Italia (bandiera) | D     | Simone Fumasoli   |
|    | Italia (bandiera) | A     | Matteo Gay        |
|    | Italia (bandiera) | P     | Guido Gualina     |
|    | Italia (bandiera) | C     | Ettore Guglieri   |

| N. |                   | Ruolo | Calciatore         |
| -- | ----------------- | ----- | ------------------ |
|    | Italia (bandiera) | D     | Marcello Lambrughi |
|    | Italia (bandiera) | D     | Giuseppe Lolaico   |
|    | Italia (bandiera) | D     | Daniele Marcucci   |
|    | Italia (bandiera) | C     | Sandro Melotti     |
|    | Italia (bandiera) | C     | Giovanni Parmesani |
|    | Italia (bandiera) | D     | Manuel Pascali     |
|    | Italia (bandiera) | A     | Michele Piccolo    |
|    | Italia (bandiera) | D     | Sergio Porrini     |
|    | Italia (bandiera) | D     | Federico Rizzi     |
|    | Italia (bandiera) | C     | Simone Steffenoni  |
|    | Italia (bandiera) | C     | Mario Tacchinardi  |